# Jens Meiler
Jens Meiler (* 31. August 1974 in Leipzig) ist ein deutscher Chemiker, der 2019 mit der Alexander-von-Humboldt-Professur ausgezeichnet wurde und seit 2020 an der Universität Leipzig am Institut für Wirkstoffentwicklung lehrt und forscht.

## Leben
Meiler studierte von 1994 bis 1998 Chemie an der Universität Leipzig und promovierte 2001 an der Johann Wolfgang Goethe-Universität Frankfurt am Main bei Christian Griesinger. Danach folgte eine Station an der University of Washington in Seattle, wo er in der Arbeitsgruppe von David Baker an der Entwicklung der Proteinmodellierungssoftware Rosetta@home beteiligt war. 2005 erfolgte der Ruf an die Vanderbilt University in Nashville, wo er zunächst als Assistant, dann als Associate Professor tätig war und schließlich seit 2016 eine Professur für Chemie, Pharmakologie und Biomedizinische Informatik innehatte. 2020 trat er die Humboldt-Professor an der Medizinischen Fakultät der Universität Leipzig an und ist dort zugleich Direktor des Instituts für Wirkstoffentwicklung.
Meiler ist Mitglied der Sächsischen Akademie der Wissenschaften.

## Forschung
Meiler entwickelt computergestützte Verfahren auf den Gebieten der Strukturbestimmung von Membranproteinen, der computergestützten Wirkstoffforschung und des Designs neuer Biopharmazeutika, wie Antikörper oder Impfstoffe.

## Publikationen (Auswahl)
- Souhrid Mukherjee, Thomas A. Cassini, Ningning Hu, Tao Yang, Bian Li, Wangzhen Shen, Christopher W. Moth, David C. Rinker, Jonathan H. Sheehan, Joy D. Cogan, John H. Newman, Rizwan Hamid, Robert L. Macdonald, Dan M. Roden, Jens Meiler, Georg Kuenze, John A. Phillips, John A. Capra: Personalized structural biology reveals the molecular mechanisms underlying heterogeneous epileptic phenotypes caused by de novo KCNC2 variants. In: Human Genetics and Genomics Advances. Band 3, Nr. 4, 2022, doi:10.1016/j.xhgg.2022.100131, PMID 36035247.
- Despoina Aslanoglou, Suzanne Bertera, Laura Friggeri, Marta Sánchez-Soto, Jeongkyung Lee, Xiangning Xue, Ryan W. Logan, J. Robert Lane, Vijay K. Yechoor, Peter J. McCormick, Jens Meiler, R. Benjamin Free, David R. Sibley, Rita Bottino, Zachary Freyberg: Dual pancreatic adrenergic and dopaminergic signaling as a therapeutic target of bromocriptine. In: iScience. Band 25, Nr. 8, 2022, doi:10.1016/j.isci.2022.104771, PMID 35982797.
- Davide Sala, Diego del Alamo, Hassane S. Mchaourab, Jens Meiler: Modeling of protein conformational changes with Rosetta guided by limited experimental data. In: Structure. Band 30, Nr. 8, 2022, S. 1157–1168.e3, doi:10.1016/j.str.2022.04.013, PMID 35597243.